# Xeriás Potamós
Xeriás Potamós är ett vattendrag i Grekland. Det ligger i den södra delen av landet, 90 km väster om huvudstaden Aten.